# 連戰
連戰（1936年8月27日—），字永平，中華民國政治人物，中國國民黨籍，臺南廳（臺南市中西區）人，( 家族清代康熙年間從福建省漳州府龍海縣到臺灣省臺南落戶 )， 連氏在西安市出生及渡過童年時光，祖父為臺灣歷史學家連橫，父親為連震東。連戰曾任國立臺灣大學政治系主任、交通部部長、外交部部長、駐萨尔瓦多大使、臺灣省政府主席、行政院院長、副總統與中國國民黨主席等職，是第二位台籍人士出任國民黨主席。曾經在2000年和2004年兩次代表國民黨參選總統，都敗給民主進步黨的陳水扁。從政之前為國際政治專長的學者出身，曾於美国威斯康辛大學政治系、美國康涅狄格大学政治學系任教。連戰曾多次访问中国大陆，被中国大陆視為海峽兩岸重要的溝通橋樑人物。著有《走過傷痛 走向希望》、《改變，才有希望》、《連戰回憶錄》等书。

## 生平

### 早年经历：1936-1968
1936年8月27日，連戰生於陝西省長安縣（今西安市）陝西基督教廣仁醫院（今西安市第四人民醫院）， 連戰還在西安市長安区清凉寺西面的農民家中居住之外，也曾在西安市的后宰门小學東南角的一處房子裏外居住過的，直至1939年前的連戰一家的居住地據悉在西安市五星街天主教教堂附近的屋村度過他的童年生活。
1941年，5歲的连战開始上學，就讀西安作秀小學（今西安市后宰门小学）一年級，翌年轉學到西安北新街小學二年級。1944年，因父親連震東轉調重慶，隨父親遷往重慶，就讀重慶南山小學四年級。1945年11月，臺灣省行政長官陳儀委任連震東擔任台北州接收管理委員會首任主任委員，連震東先到台灣。
1946年，10歲的連戰隨母親搭船到台灣 。到台灣之後，進入臺北市日新國小六年級，初中就讀於臺北市成功中學初中部，高中就讀於師大附中，1953年考入陸軍軍官學校。半年後轉學至國立臺灣大學政治系一年級，與許世楷為高中、大學七年同窗。
1957年取得台灣大學政治系學士學位，並於政工幹校服預官役。之後就讀美國芝加哥大學，和歐巴馬的舅公查爾斯‧派恩是同學，兩人當上芝加哥大學教授後住在同一宿舍達5、6年之久。
1961年，連戰取得芝加哥大學國際公法與外交碩士。1965年，連戰取得芝加哥大學政治學博士學位，學位指導教授是連家世交、中國國民黨大老鄒魯之子邹谠。
1965年9月5日，連戰與在台贏得中國小姐選美競賽的方瑀（現冠夫姓為連方瑀）在美國芝加哥大學龐德教堂結婚。婚後育有二子二女，長子連勝文，次子連勝武，長女連惠心，次女連詠心。1965年到1968年，連戰在威斯康辛大學和康乃狄克大學任教。

### 台大教授：1968-1974
1968年，時任台灣大學校長的錢思亮邀請連戰回國任台大政治系客座教授。1969年，聘為台大政治系教授兼系主任、台大政治研究所所長，直至1974年。
1969年，以台大教授身份，奉派擔任中華民國出席聯合國第二十四屆大會中華民國代表團顧問。同年，奉國民黨徵召入國防研究院十一期受訓。1970年，連戰榮膺第八屆十大傑出青年。1974年，「連雅堂基金會」成立，連戰出任董事長。

### 早期仕途：1975-1990
1975年，連戰被任命為駐薩爾瓦多全權大使。1977年，連戰於年初奉調回國，出任國民黨中央委員會青年工作會主任，歷時一年十個月。1978年3月，連戰兼任世界青年反共聯盟中國分會首任主席。7月，擢升為國民黨中央委員會副祕書長。10月，出任行政院青年輔導委員會主任委員，共歷時三年。1979年，連戰以青輔會主委身分，奉命擔任蔣經國總統特使，訪視拉丁美洲六國。
1981年，連戰入閣出任交通部長，共歷時五年半。任職期間，策畫台北市區鐵路地下化工程以及核定台北市捷運系統、完成北二高之規劃與設計、推動電信現代化工作、擴展貨櫃航運及港口貨櫃裝卸量，使台灣貨櫃裝卸量名列全球之首、規劃促成航空及海運環球我國線、推動航空系統十年發展計劃、開辦快遞郵件，鼓勵郵政儲蓄、全面開放國民出國觀光旅遊等多項政績。
1984年，連戰當選國民黨中央常務委員。
1986年5月3日，發生王錫爵劫機事件。華航機長王錫爵劫持華航334號貨機飛往廣州白雲機場，並在中國民航協助下，王錫爵將飛機從廣州飛到北京。當時兩岸關係緊張，仍實行「三不政策」，即不接觸、不談判和不妥協。時任交通部長的連戰，向時任行政院長的俞國華提出「間接談判」、人機分離的建議，以取回飛機，但王錫爵可留在大陸。因為此項建議明顯挑戰「三不」原則，俞國華也不敢做主，帶著連戰向蔣經國先生報告。連戰分析利弊後，蔣經國先生同意依連戰的建議行之，並由行政院組成專案小組處理此案。俞國華隨即要求連戰主持專案小組，確立連戰在此案的主導權。幾經談判後，最終由中國民航派出機長駕駛華航貨機至香港，再交由華航處理，順利將飛機取回，劫機事件至此得以落幕。
1987年，連戰奉調任行政院副院長。
1988年，連戰奉調任外交部長。任職期間，推動台灣與巴哈馬、格瑞那達、貝里斯、幾內亞比索等國建交，以及與賴索托王國、賴比瑞亞復交及談成尼加拉瓜復交，並積極訪問世界各國，包括新加坡、印尼、馬來西亞及菲律賓等，亦曾出訪歐、亞、非三洲七國（德國、法國、奧地利、泰國、埃及、瑞典及挪威），並以台澎金馬關稅領域名義，申請加入關稅暨貿易總協定。

### 台湾省主席：1990-1993
1990年6月起，連戰調任臺灣省政府委員兼任主席，在省議會首開先例為省議員行使同意權後始出任。擔任省主席約兩年半間，其秘書長為李厚高，副秘書長為廖勝雄、王三重 （页面存档备份，存于）（民國82年1月15日後由莊正彥接任）。在任期間，推動「簡政便民、精簡法規」，調整縣市政府組織，並加速地方經濟建設以縮短城鄉差距。
連戰擔任臺灣省政府主席期間推行《富麗農村計畫》，積極施行「臺灣省地區農業發展方案」，依據縣市農業資源及特性，統合各縣相關計畫，實現農業生產企業化、農民生活現代化、農村生態自然化之目標，重塑「富麗農村」新風貌。
頒訂《臺灣省祥和社會推行方案》，從家庭、學校、社區著手，結合社會資源逐步培養勤勞儉樸、崇法務實的精神，促使社會溫馨祥和；號召創設「祥和社會志願服務聯盟」，計有21,000多人參加。
拓展鐵公路交通網路，增進全面繁榮，南迴鐵路完工通車，臺灣環島鐵路網，至此粲然大備；規劃16個生活圈道路系統，由北至南，互為貫通。
建立「文化均富」，縮短城鄉文化差距，推廣藝術下鄉、倡導讀書風氣、弘揚傳統藝術、輔導各縣市文化中心設置地方特色文物館。成立山胞行政局。

### 行政院院長：1993-1997
1993年2月，獲李登輝總統提名為行政院院長，經立法院資格審查，於2月23日，他的提名在經全面改選的立法院得到109票支持、33票反對及1票棄權通過。他亦成為最後一位經民選立法院行使同意權任命的行政院長，於2月27日正式就任。
任內開辦全民健康保險、推動教育改革，外交上促成李登輝總統訪問美國，成為中華民國與美國斷交後成功訪美的現任元首。
1993年4月，「辜汪會談」在新加坡舉行。5月，揭示「向毒品宣戰」政策。8月，獲中國國民黨主席李登輝提名，並經中國國民黨第十四次全國代表大會通過出任副主席。以建立「廉能政府」為目標，推動行政革新，精簡政府組織。完成「公職人員財產申報法施行細則」。12月，訪問馬來西亞、新加坡。提出「排斥零和、走向雙贏」的大陸政策。
1994年1月，訪問宏都拉斯、巴哈馬。5月，訪問薩爾瓦多、瓜地馬拉、墨西哥。7月，通過《省縣自治法》、《直轄市自治法》立法，以及《全民健康保險法》立法完成，全民健康保險於1995年3月1日正式開辦。行政院會議通過《十二項建設個別計畫內容摘要》，推動十二項重點建設計畫。8月，核定全省公路通盤檢討整理修正路線系統，並增列西部濱海快速公路、東西向12條快速公路系統。成立國家資訊通信基本建設(NII)專案推動小組，發展網際網路的建設與應用。10月，開放有線電視台，正式受理有線電視申設登記。12月，舉行首屆台灣省長、台北市長、高雄市長選舉。
1995年1月，「健保局」掛牌成立，3月全民健康保險如期展開。同月，正式成立「亞太營運協調服務中心」，由連戰在行政院長任內成立規劃小組，並親自擔任亞太營運中心召集人。亞太營運中心下的電信中心，為連戰加速國內電信自由化而設，以高效率電信部門為基礎，推動國家級網際網路建設工程。6月，推動李登輝總統重返美國康乃爾大學母校訪問，同月訪問奧地利、匈牙利、捷克。9月，積極推動眷村改建工作，提出國軍老舊眷村改建條例，為眷村改建取得法源依據。12月，完成第三屆立法委員選舉。
1996年8月，率特使團赴多明尼加參加多國新任總統費南德茲就職典禮，回程訪問梵蒂岡。12月，行政院原住民委員會掛牌成立、主持國家發展會議。
1997年1月，率特使團赴尼加拉瓜參加尼國新任總統阿雷曼就職典禮。2月至5月，主持「修憲策劃小組會議」。6月，《公共電視法》公布。7月，行政院體育委員會掛牌成立。8月，主持「社會治安諮詢會議」，北部第二高速公路全線通車。

### 副總統：1996-2000
1993年8月獲得中國國民黨主席、總統李登輝提名為中國國民黨副主席，1996年與李登輝搭檔參加首次直接總統民選，當選為中華民國歷史上首位民選副總統。
| 政黨       | 候選人 | 候選人 | 得票      | 得票   | 結果 | 結果 |
| ---------- | ------ | ------ | --------- | ------ | ---- | ---- |
| 政黨       | 總統   | 副總統 | 票數      | 得票率 |      |      |
| 中國國民黨 | 李登輝 | 連戰   | 5,813,699 | 54.0%  |      |      |
| 民主進步黨 | 彭明敏 | 謝長廷 | 2,274,586 | 21.1%  |      |      |
| 無黨籍     | 林洋港 | 郝柏村 | 1,603,790 | 14.9%  |      |      |
| 無黨籍     | 陳履安 | 王清峰 | 1,074,044 | 9.98%  |      |      |

同年2月1日第三屆立法委員就職時，行政院為表示對立法院負責的憲政意旨，時任行政院院長的連戰提出總辭，經第八任總統同意後，再提名連戰為行政院院長，並經李登輝總統咨請立法院行使同意權，於2月24日獲過立法院半數同意通過。同年5月，連戰就任第九任副總統，並循例向新任總統呈報總辭案。同年6月，李登輝總統以現任行政院長業經立法院第三屆立法委員通過續任院長，批復連戰續任行政院院長職務。
1997年8月，連戰率領內閣閣員向李登輝總統提出總辭，專任副總統。同月，經國民黨十五全大會升任首席副主席。9月，與蕭萬長完成交接兼任行政院長職務。10月，率團赴冰島共和國訪問，與奧德森總理會唔。
1998年元旦，偕夫人赴新加坡共和國訪問四天。2月，偕夫人訪問中東之約旦王國，接受約旦大學頒贈榮譽博士學位，隨後並訪問巴林、阿拉伯大公國。3月，偕夫人訪問馬來西亞，並與馬哈地總理會唔。5月，偕夫人率特使團赴哥斯大黎加共和國參加新任總統羅德里哥斯就職典禮，隨後訪問格瑞納達和烏克蘭。
1999年，副總統連戰被國民黨提名為2000年中華民國總統選舉的總統候選人，前臺灣省省長宋楚瑜脫離國民黨獨立參選。

### 2000年總統大選
| 1        | 宋楚瑜、張昭雄 | 無黨籍        | 4,664,972票 | 36.84%                             |                                    |
| 2        | 連戰、蕭萬長   | 中國國民黨    | 2,925,513票 | 23.10%                             |                                    |
| 3        | 李敖、馮滬祥   | 新黨          | 16,782票    | 0.13%                              |                                    |
| 4        | 許信良、朱惠良 | 無黨籍        | 79,429票    | 0.63%                              |                                    |
| 5        | 陳水扁、呂秀蓮 | 民主進步黨    | 4,977,697票 | 39.30%                             | 當選                               |
| 選舉日期 | 選舉日期       | 2000年3月18日 | 選舉人數    | 15,462,625人                       | 15,462,625人                       |
| 投票率   | 投票率         | 82.69%        | 投票人數    | 有效：12,664,393人 無效：122,278人 | 有效：12,664,393人 無效：122,278人 |

2000年中華民國總統大選國民黨候選人部分，時任總統兼國民黨主席李登輝選擇副總統兼國民黨副主席連戰參選總統，但排拒前臺灣省省長宋楚瑜搭擋擔任副總統，最終以宋楚瑜脫離國民黨獨立參選告終。之後，前往俄羅斯聖彼德堡及烏克蘭大學取得榮譽博士學位，並至愛爾蘭 Trinity College 演講。
在選舉中，李登輝雖然始終公開表示支持連戰，但部分人士卻堅信他其實暗助民進黨候選人陳水扁。這場選舉中由於連宋的分裂，兩人均落選，由陳水扁以39%得票率當選總統。
選舉失敗及失去政權令國民黨支持者相當憤怒。不少國民黨支持者相信是李登輝導致連戰和宋楚瑜的落敗，而於開票後包圍國民黨中央黨部，要求李登輝為選舉失敗負責辭去黨主席。最終國民黨中常會使李登輝辭去中國國民黨主席職位。連戰獲國民黨十五屆中委會推舉為中國國民黨主席。
連戰在接任黨主席之後，宣布舉行國民黨黨員重登記，整頓國民黨黨務。2001年，在李登輝支持者成立台灣團結聯盟後，國民黨考紀會決定撤銷李登輝黨籍。2001年中華民國立法委員選舉中，國民黨獲得68席、親民黨獲得40席，泛藍軍共獲近立法院半數席位。
2002年，中國國民黨在連戰接任黨主席後的帶領之下，聲望持續回升。2002年臺北、高雄兩市市長選舉中，臺北市長選舉由馬英九以64.11%的得票率，高票連任，成功保住國民黨在臺北市的執政權；高雄市長則由國民黨籍黃俊英出馬，以些微差距敗給民進黨籍的高雄市市長謝長廷。

### 2004年總統大選
| 候選人            | 候選人            | 3月20日 中選會公告 | 3月20日 中選會公告 | 5月18日 驗票結果 | 11月4日 高等法院判決 | 11月4日 高等法院判決 | 結果 | 結果 |
| ----------------- | ----------------- | ------------------ | ------------------ | ---------------- | -------------------- | -------------------- | ---- | ---- |
| 總統              | 副總統            | 票數               | 得票率             | 票數             | 票數                 | 得票率               |      |      |
| 民主進步黨 陳水扁 | 民主進步黨 呂秀蓮 | 6,471,970          | 50.11%             | 6,446,900        | 6,461,177            | 50.10%               |      |      |
| 中國國民黨 連戰   | 親民黨 宋楚瑜     | 6,442,452          | 49.89%             | 6,423,906        | 6,435,614            | 49.90%               |      |      |

2003年2月，國民黨、親民黨在經過協商後決定共同推出一組泛藍陣營的候選人，由連戰、宋楚瑜角逐2004年中華民國總統選舉，而宋楚瑜成為其副總統候選人，兩人在民調一直領先陳呂（陳水扁、呂秀蓮）搭檔。
2004年3月13日，總統大選前，泛藍陣營在全台25縣市同步舉辦「三一三換總統、救台灣」大遊行，參加人數超過三百萬人，取得空前成功。
3月19日，319槍擊案發生。這起槍擊案被視為嚴重影響大選結果，選後泛藍陣營在立法院推動由社會公正與專業人士組成「真相調查委員會」來調查此案，但陳水扁政府以「違法、違憲」為由，行政部門行使「抵抗權」，不配合真調會調查。針對319槍擊事件，真調會的調查報告做出兩點結論：第一、陳水扁腹部創傷，並非去年3月19日下午一時四十五分在台南市金華路三段，以查扣的鉛彈頭造成﹔第二、事件動機可合理推斷為「操作選舉」。
依中選會統計資料，2004年總統大選中，陳呂以29,518票的些微差距險勝連宋，但中選會公布的選舉概況中，本屆選舉無效票竟高達33萬多張，再對照前一屆總統、副總統選舉時僅有約12萬張無效票之數據，本屆無端多出21萬多張無效票。此外，在選舉期間，共發生了319槍擊案、國安機制的啟動，以及公投綁大選等諸多爭議事件，導致本次選舉結果遭受質疑，連宋陣營因而提出當選無效之訴及選舉無效之訴。高等法院於3月21日早晨7點做出裁決，要求立即查封所有票箱。
高等法院自2004年5月10日啟動司法驗票，同年5月18日公布第一階段形式驗票結果，陳呂得票數為6,446,900票，連宋為6,423,906票，雙方差距縮減為22,994票，並發現有爭議的選票將近四萬張。高等法院於第一階段驗票完成後表示，爭議票仍需送合議庭認定，始能得到確定的結果。2004年11月4日高等法院宣判「當選無效」訴訟結果，依臺灣高等法院93年度選字第2號民事判決指出，經過高等法院認定後，陳呂得票6,461,177票，連宋得票6,435,614票，雙方差距縮小，陳呂僅贏連宋25,563票。但高等法院仍以連宋所提319槍擊事件係刑事偵查機關之職責、啟動國安機制是否有行政疏失也非法院調查之事等理由，判決連宋敗訴。判決結果出爐後，遭質疑瑕疵重重，且對多項疑點都不進行調查。另外，高等法院亦於2004年12月30日宣判「選舉無效」訴訟結果，以當選無效之訴所核算的雙方差距為25,563票為準，認定原告主張選務違法行為導致發票行為無效的票數僅3,719筆，不足以影響選舉結果，而判決連宋陣營敗訴。
最高法院於2005年6月17日宣判「當選無效」訴訟結果，表示高等法院判決連宋敗訴的理由雖有不當，但仍以驗票結果對選舉結果不生影響為由，判決連宋陣營敗訴。此判決結果一出，遭質疑是執政者的濫權造成選舉不公，司法沒有適時給予制止，將對民主發展造成影響。最高法院於2005年9月16日宣判「選舉無效」訴訟結果，同樣以中選會辦理選舉違法導致影響票數僅3,719票，對於當選人與落選人得票之差數無影響，而判決連宋陣營敗訴。
選後的國民黨派出多個高層代表團訪問中國大陸，越過執政的民進黨政府，與中共直接進行關於包機直航、農業交流等計劃。2005年，中國國民黨改選領導層，連戰表示無意繼續擔任國民黨主席。
2005年3月间，国民党宣布将借中華民國國父兼中國國民黨總理孙中山逝世80周年之机，不排除在適當時機由連戰率代表团访问中國大陸，晋谒中山陵及参观廣州黄花岗七十二烈士纪念碑。3月28日到4月1日，由国民党副主席江丙坤率团訪路，拜谒广州黄花岗72烈士陵园，南京中山陵以及北京孙中山衣冠冢。访问期间，中共中央政治局常委贾庆林代表中国共产党总书记胡锦涛向連戰发出访陸的正式邀请。4月1日，连战在東京欣然接受邀请。连战是自1949年以来，首位重回中國大陸的中國國民黨領導人。之后经由国民党秘书长林丰正于4月17日与共产党方面协商后，定连战于4月26日到5月3日到中國大陸展開訪問。

### 2005年和平之旅

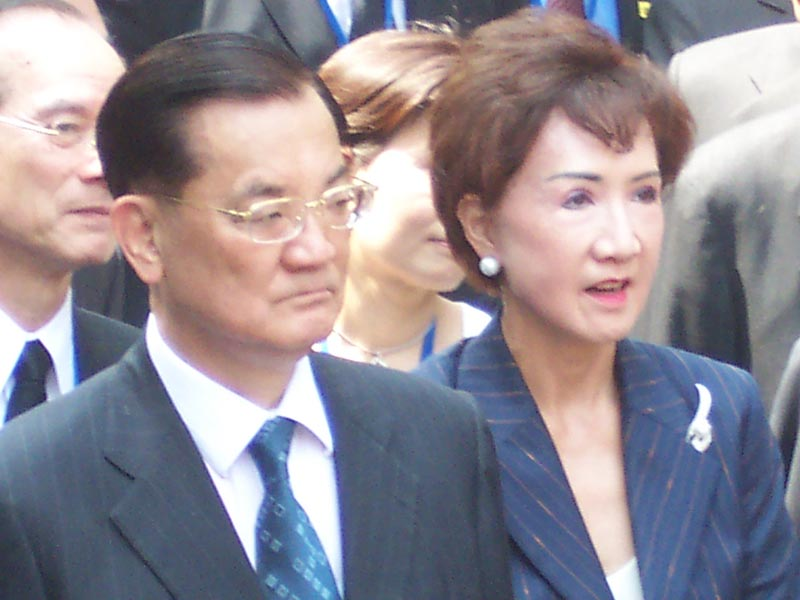
連戰（左）和妻子連方瑀（右）2005年在南京市明孝陵

2005年，連戰以中國國民黨主席的身分訪問中国大陸，為55年來首位重返中國大陸的國民黨主席，也是國共領導人1945年之後的首次會晤。
4月26日，國民黨主席連戰於上午10時55分搭乘港龍KA487由中正國際機場起飛，下午1時30分抵達香港國際機場，轉乘東航專機，下午4時30分抵達南京祿口國際機場，在机场发表抵埠演讲，展開為期八天的訪問。隨後與江蘇省委書記李源潮等會談，其間連贈李以琉璃工藝品「開泰」，李也回以南京特產雲錦「金絲團龍」。
4月27日上午8時50分，連戰等一行人拜謁中山陵。祭堂送上花圈默哀並三鞠躬後，題詞「中山美陵」，並在博愛牌坊前發表記者會，演講孫中山的功績、纪念抗战、两岸关系走向等。有逾30万南京市民自发前往欢迎，江蘇省委書記李源潮称連周恩来逝世亦無此盛況。之後谒明孝陵，並前往位於長江路原國民政府、總統府仔細參觀，並題字「和平奮鬥救中國」。隨後去南京靜海寺旁的天妃宮祭媽祖並撞鐘，題字「慈航普濟」。
4月28日上午搭專機自南京飛北京，11時07分抵達北京首都國際機場，下榻於北京飯店。中午，應北京市委書記刘淇宴請，下午與全國政協主席賈慶林會晤。
4月29日上午9時50分，連戰在北京大學辦公樓禮堂發表題為「堅持和平，走向雙贏」的演講，內容涵蓋自由民主思想、民族前途、國家發展、兩岸和解共創雙贏等議題，其間援引中外的歷史名言，並以「為民族立生命，為萬世開太平」勉勵北大師生。連戰的演說獲得北大師生的熱烈歡迎，過程中掌聲不斷，北大師生曾兩度起立鼓掌。會後，北京大學校務委員會主任閔維方（北大黨委書記）代表北大向連戰贈送禮物，包括連戰母親趙蘭坤女士在燕京大學就讀時的學籍檔案、照片的複制品和有「未名湖」圖案的雕漆瓶。連戰向北大回贈了牡丹鳳雕刻工藝品和其祖父連橫所著的《臺灣通史》及連戰所著的《改變，才有希望》。之後，連戰偕同夫人方瑀和訪問團成員在校方陪同下參觀了北京大學。下午15時左右，連戰同中共中央總書記胡錦濤在北京人民大會堂福建廳會晤。這是國共兩黨的最高領導人自1945年後的第一次會晤。會談前，胡錦濤在大廳親自迎接，並與連戰分別發表談話。連胡即率成員在福建廳展開會談。會談自15時30分進行至17時10分。會後連戰返北京飯店召開中外記者會，並由國民黨發言人張榮恭宣讀「連胡會」新聞公報，內有「五點共識」。之後，連戰作出講話並接受媒體記者采訪。此次會談經中外媒體爭相報導。最後應胡錦濤之邀，到中南海瀛臺參加晚宴。
4月30日上午乘機抵達其出生地西安。隨後重返小學母校—原北新街小學的後宰門小學，捐了20萬人民幣的紅包，及《臺灣通史》，《改變，才有希望》等書。後宰門小學學生為歡迎連戰，發表「爺爺您回來了」詩詞朗頌，並去秦始皇陵旁的兵馬俑參觀，獲贈兩樣禮物：一掊秦土（兵馬俑遺址處取得）和漢代「長生無極」瓦當。
5月1日上午到清涼寺旁其祖母「沈太夫人之墓」（名璈，字少雲）祭祖，場面悲愴，後連捐了1萬人民幣加2000美元給清涼寺住持；下午搭機赴上海，下榻於浦東香格里拉大酒店，晚上在上海市委書記陳良宇的陪同下遊覽黃浦江和觀賞外灘的建築群，並題字「滾滾黃浦南流水，浪花造出英雄。」
5月2日上午於上海召開臨時記者招待會發表演說，向海內外媒體介紹與胡錦濤會面的成果。近午在錦江飯店會見海協會會長汪道涵，並代辜振甫遺孀辜嚴倬雲轉交一封信及辜早年作的一幅畫，頗有意涵。下午先在浦東濱江大酒店會見臺商並發表演說，詳細闡述國民黨對兩岸共同市場等的主張；晚些時候參觀上海博物館觀看青銅器系列和其他新展文物，並去上海城市規劃館參觀。晚上則應上海市長韓正之邀，去浦東新區政府對面的上海科技館參加晚宴。
5月3日上午現在酒店內接受美國華盛頓郵報，中國中央電視台記者等的采訪；後離開酒店，11時20分搭磁懸浮列車到浦東國際機場，下午1時搭機，晚上7時30分返回桃園國際機場，發表簡短演說，結束為期八日的「和平之旅」。這次旅程定位為「和平之旅」，連胡會後在兩岸和平發展上，有其歷史定位。

### 退休生活：2005-
2005年8月19日，在國民黨第十六次全國代表大會上，與馬英九做了正式的權力交接，正式卸任國民黨主席，並被授與「榮譽主席」的尊稱，亦是媒體最常用的頭銜。10月14日至28日，转任中國國民黨荣誉主席的連戰再度訪問中國大陸。他先赴瀋陽，之后接受中共中央台湾工作办公室的安排，到大連、青島、上海、成都等参观。期間，連戰参观了四川卧龍大熊猫研究中心，表示将竭力促成赠台大熊猫早日入台灣。全國政協主席賈慶林18日在青島會見了連戰。
2006年1月10日，獲頒世界华人联合总会名譽主席頭銜。4月13日，連戰以中國國民黨榮譽主席的身份前往參與2006年國共經貿論壇，也是卸下中國國民黨主席的身份後第一次啟程出訪中國大陸。代表團成員除了台灣的政治人物以外，並有許多台灣企業界重要代表，包括台塑王永在、鴻海郭台銘、中信金辜濂松、台塑辜成允、裕隆嚴凱泰以及統一長榮國泰等五十多家國內企業代表，都在團員名單內。4月16日，與中共中央總書記胡錦濤再度於北京會晤。在雙方16日的會晤中重申了「九二共識」與「一個中國」的政策。此外，连战还到北京香山拜谒孙中山先生衣冠冢并植树。4月17日，連戰搭機南下福建，展開「尋根之旅」。并赴浙江、江苏、上海等地参观访问，25日返回台湾。10月16日，连战出席在博鳌举行的两岸农业合作论坛。

2007年4月，连战及夫人在河南新郑市参加丁亥年黄帝故里拜祖大典并参加第三届两岸经贸文化论坛。9月，連戰赴西安清涼寺祭拜祖母，後率團訪問新疆，與中共中央政治局委員、新疆維吾爾自治區黨委書記王樂泉舉行座談，雙方希望加強台灣與新疆兩地的經貿合作。

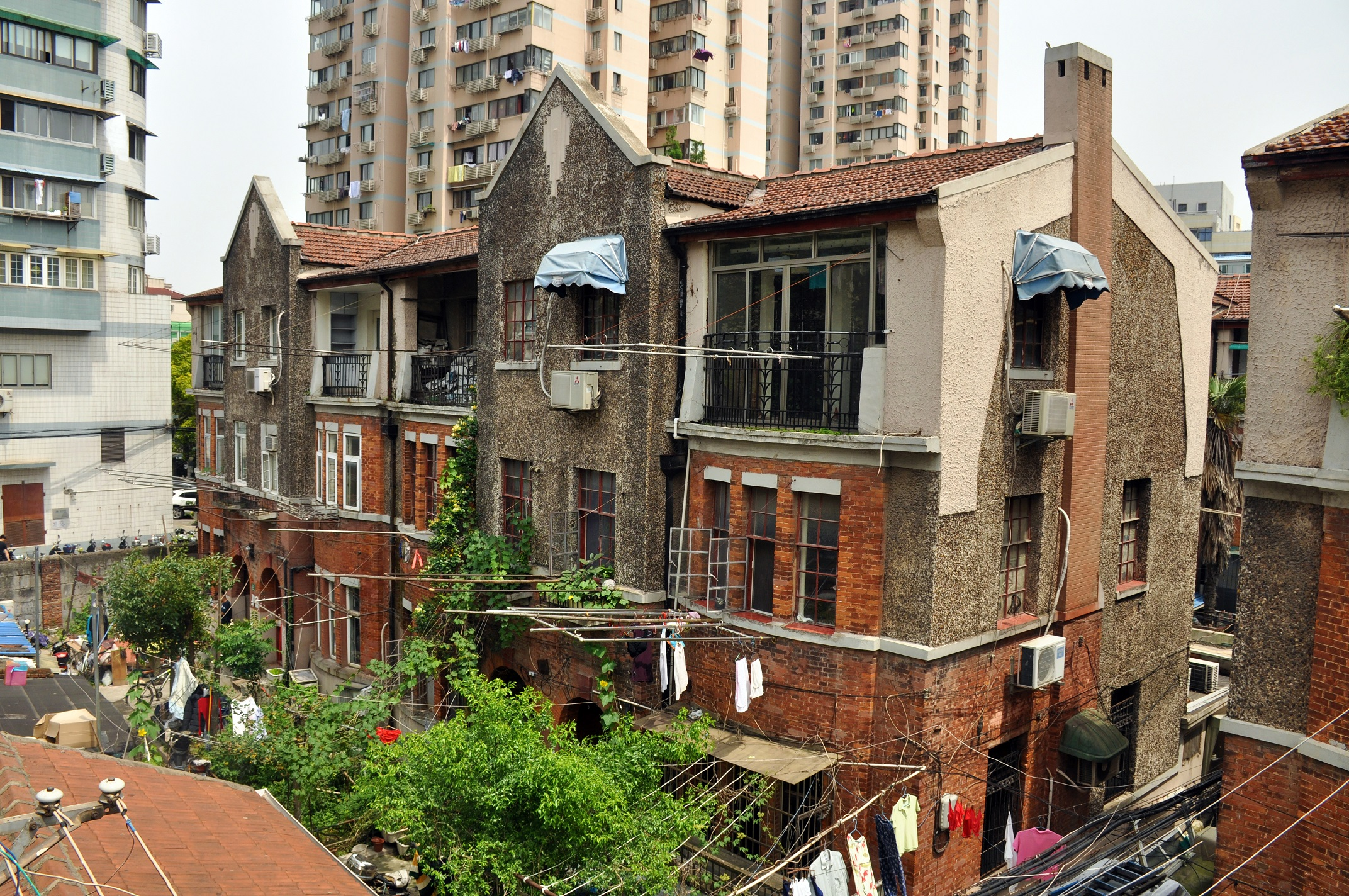
2008年12月，连战访问上海时，特意重游了自己年少时在上海的旧居——公园坊8号

2008年4月，连战出席在北京奥林匹克中心区举行的「水袖」雕塑安放仪式。8月8日，连战与宋楚瑜、吴伯雄一道出席北京奥运开幕式。12月，连战出席上海第四届两岸经贸文化论坛。2008年至2012年，代表中華民國（台灣）以中華台北身份參加亞太經濟合作會議，並與中共中央總書記胡錦濤會晤。
2009年4月，连战清明赴陕西黄帝陵祭祖。4月6日，连战到长治市襄垣县连氏祖祠，祭拜连氏先祖。7月，连战参访中國大陸。
2010年2月，連戰獲得由中國民間機構頒發的「孔子和平獎」，以表揚他對兩岸關係改進的貢獻。不過，连战以不知情回应拒绝领奖，並未出席頒獎典禮。4月，出席上海世博会开幕式。9月，出席台胞社团论坛。2010年，連戰購買帝寶2戶，共260坪。
2011年9月21日，连战与其夫人連方瑀在上海会见了時任中共上海市委书记俞正声。
2012年7月27日，連戰在華府接受美國國際領袖基金會頒發領袖和平獎。
2013年2月24日，連戰訪問中國展開「走春訪旧」活動；2月25日同新任中共中央總書記習近平在北京人民大會堂會晤。在此行程當中，長子連勝文、鴻海董事長郭台銘、潤泰董事長尹衍樑、佛光山開山宗長釋星雲也都將隨行。
2014年2月17日至19日率團參訪北京，並在釣魚台國賓館第二度會面中共中央總書記習近平，雙方將針對共同關切的問題，廣泛交換意見。两岸各界人士将进行对口交流，并举行交流座谈会，另外全国政协主席俞正声也将出席座谈会。17日晚上，连战一行抵达北京，国台办主任张志军設宴接待。在京期间，连战一行考察北京城市建设和新农村建设，並會見北京市委書記郭金龍。18日，連戰在和習近平會面時表示，兩岸關係應在一中架構或一中框架下進行，同時也強烈堅持九二共識，兩岸關係並不是國際關係，這些都比以前更明確。19日，北京大學授予榮譽教授稱號給國民黨榮譽主席連戰，連戰獲授北京大學名譽教授稱號，對這所其母趙蘭坤女士上世紀30年代曾就讀的名校（原燕京大學），連戰親切地稱為「『母校』，母親的學校，媽媽的學校。」27日，連戰攜夫人連方瑀參訪北京南锣鼓巷。
2015年2月3日，連戰以約台幣310億的身家首次擠進胡潤百富榜，但連戰辦公室表示連戰服務公職多年，皆依法為財產申報，胡潤將連戰列入百富榜並無依據，應為數字錯誤。其後胡潤並有正式來文致歉，表示錯估高估連家家產，並已在網頁刪除此一錯誤報導。2月10日，國民黨智庫「國家政策研究基金會」召開董事會進行改組，董事長連戰交棒給國民黨主席朱立倫。9月3日，中國大陸舉辦抗戰勝利七十週年閱兵典禮，邀請包括俄羅斯總統普京、大韓民國總統朴槿惠等各國政要出席，連戰也接獲邀請親赴紀念抗戰活動，並會晤中國共產黨中央委員會總書記習近平、中國政協全國委員會主席俞正聲，國民黨前副秘書長張榮恭表示，連戰將藉此國際場合表達國民黨方面對抗戰歷史的詮釋。
2019年10月，允諾出任2020年中華民國總統選舉中國國民黨籍候選人韓國瑜後援會總會長。
2021年4月，連戰因罹患癌症進入振興醫院住院，不久台灣疫情再次爆發，由於其高齡且身體狀況不佳，在醫師的建議下於振興醫院接種AZ疫苗。但當時國家衛生指揮中心中央流行疫情指揮中心尚未開放75歲以上高齡者接種疫苗；6月24日，臺北市政府宣佈振興醫院因違規施打被罰款30萬元新臺幣。
2022年6月10日，連方瑀與連戰游完泳，到住家附近的髮廊洗髮，連戰突然「哎呀」一聲，虛脫攤在椅子上，臉頰及身上冷汗直冒，量血壓為179，她原本決意立刻回家，再致電醫生詢問，但髮廊一位在洗髮的女士是台大教授陳嫦芬，建议趕快送連戰去台大急診，還打電話幫忙聯繫救護車。到了台大醫院急診室，连战血壓高達238，隨後被送入加護病房，住院15天後出院回家休養。
2023年2月，連戰在小中風後首度露面，發行新書《連戰回憶錄》。

## 荣誉

### 中华民国勋章奖章
- 一等卿云勋章（1996年4月29日于台北总统府颁授[89]）
- 中正勳章（2000年5月16日於台北總統府頒授[90]）

## 選舉紀錄
| 年度 | 選舉屆數                 | 所屬政黨   | 得票數    | 得票率 | 當選標記 | 備註 |
| ---- | ------------------------ | ---------- | --------- | ------ | -------- | ---- |
| 1996 | 第九任總統、副總統選舉   | 中國國民黨 | 5,813,699 | 54.00% |          |      |
| 2000 | 第十任總統、副總統選舉   | 中國國民黨 | 2,925,513 | 23.10% |          |      |
| 2004 | 第十一任總統、副總統選舉 | 中國國民黨 | 6,442,452 | 49.89% |          |      |

## 相关事件
2014年11月6日，前國安會秘書長蘇起出版的自傳《兩岸波濤二十年紀實》中提及，2008年馬英九在總統就職前夕請蘇起將就職講稿拿給連戰、江丙坤過目。
2010年至2014年，連戰雖已過了卸任副總統禮遇期限，但仍向內政部申請9名隨扈，2015年至2016年逐步縮減至僅剩1人。熟悉警政業務的資深官員表示，2010年8月政府把「曾任總統、副總統，在禮遇條例屆滿後，因安全受到嚴重威脅且經專案申請者」納入中央機關首長及特定人士安全警衛派遣作業規定；同年11月五都選舉期間，其子連勝文在助選時遭到槍擊，因此使警政署對連家增派警衛。

## 主要著作
- 《Agrarian Reform in Nationalist China（国民党中国的土地改革）》- English，AM，1961年
- 《民主政治的基石》- ISBN 978-957-09-0705-6，正中書局，1974年
- 《行政院連院長言論集》- 新聞局，1994年
- 《走過傷痛，走向希望》- ISBN 978-957-09-1268-5，正中書局，1999年
- 《相約新世紀》- ISBN 978-957-09-1247-0，正中書局，1999年
- 《連戰的主張》- ISBN 978-957-621-771-5，天下遠見，2000年
- 《改變才有希望》- ISBN 978-986-417-251-1，台北：天下遠見，2004年
- 《连战回忆录》- ISBN 9786263550643，天下文化，2023年

## 影視形象
| 年分       | 作品        | 演員   | 角色   |
| ---------- | ----------- | ------ | ------ |
| 2008       | 彈道 (電影) | 王道   | 田正   |
| 2019       | 幻術 (電影) | 傅傳傑 | 連戰   |
| 2020、2021 | 國際橋牌社  | 夏靖庭 | 陸中華 |

## 家系
祖父為臺灣歷史學家連橫，是一位文史學家，至北京參閱臺灣相關史料典籍而返鄉編纂《臺灣通史》。

父親為連震東，國民黨籍，曾擔任內政部部長。
|        |        |        |        |        |        |        |        |        |        |        |        |        |        |        |        | 連長瑞 |        |        |        |        |        |      |      |        |        |        |        |        |        |      |      |        |        |        |        |        |        |        |        |        |        |        |        |        |        |  |  |        |        |        |        |        |        |  |  |
|        |        |        |        |        |        |        |        |        |        |        |        |        |        |        |        |        |        |        |        |        |        |      |      |        |        |        |        |        |        |      |      |        |        |        |        |        |        |        |        |        |        |        |        |        |        |  |  |        |        |        |        |        |        |  |  |
|        |        |        |        |        |        |        |        |        |        |        |        |        |        |        |        | 連得政 | 連得政 | 連得政 | 連得政 | 連得政 | 連得政 |      |      | 劉妙娘 | 劉妙娘 | 劉妙娘 | 劉妙娘 | 劉妙娘 | 劉妙娘 |      |      |        |        |        |        |        |        |        |        |        |        |        |        |        |        |  |  |        |        |        |        |        |        |  |  |
|        |        |        |        |        |        |        |        |        |        |        |        |        |        |        |        | 連得政 | 連得政 | 連得政 | 連得政 | 連得政 | 連得政 |      |      | 劉妙娘 | 劉妙娘 | 劉妙娘 | 劉妙娘 | 劉妙娘 | 劉妙娘 |      |      |        |        |        |        |        |        |        |        |        |        |        |        |        |        |  |  |        |        |        |        |        |        |  |  |
|        |        |        |        |        |        |        |        |        |        |        |        |        |        |        |        |        |        |        |        |        |        |      |      |        |        |        |        |        |        |      |      |        |        |        |        |        |        |        |        |        |        |        |        |        |        |  |  |        |        |        |        |        |        |  |  |
|        |        |        |        |        |        |        |        |        |        |        |        |        |        |        |        |        |        |        |        |        |        |      |      |        |        |        |        |        |        |      |      |        |        |        |        |        |        |        |        |        |        |        |        |        |        |  |  |        |        |        |        |        |        |  |  |
|        |        |        |        | 連城璧 | 連城璧 | 連城璧 | 連城璧 | 連城璧 | 連城璧 |        |        | 連重國 | 連重國 | 連重國 | 連重國 | 連重國 | 連重國 |        |        | 連橫   | 連橫   | 連橫 | 連橫 | 連橫   | 連橫   |        |        | 沈璈   | 沈璈   | 沈璈 | 沈璈 | 沈璈   | 沈璈   |        |        | 連重廷 | 連重廷 | 連重廷 | 連重廷 | 連重廷 | 連重廷 |        |        |        |        |  |  |        |        |        |        |        |        |  |  |
|        |        |        |        | 連城璧 | 連城璧 | 連城璧 | 連城璧 | 連城璧 | 連城璧 |        |        | 連重國 | 連重國 | 連重國 | 連重國 | 連重國 | 連重國 |        |        | 連橫   | 連橫   | 連橫 | 連橫 | 連橫   | 連橫   |        |        | 沈璈   | 沈璈   | 沈璈 | 沈璈 | 沈璈   | 沈璈   |        |        | 連重廷 | 連重廷 | 連重廷 | 連重廷 | 連重廷 | 連重廷 |        |        |        |        |  |  |        |        |        |        |        |        |  |  |
|        |        |        |        |        |        |        |        |        |        |        |        |        |        |        |        |        |        |        |        |        |        |      |      |        |        |        |        |        |        |      |      |        |        |        |        |        |        |        |        |        |        |        |        |        |        |  |  |        |        |        |        |        |        |  |  |
|        |        |        |        |        |        |        |        |        |        |        |        |        |        |        |        |        |        |        |        |        |        |      |      |        |        |        |        |        |        |      |      |        |        |        |        |        |        |        |        |        |        |        |        |        |        |  |  |        |        |        |        |        |        |  |  |
| 林伯奏 | 林伯奏 | 林伯奏 | 林伯奏 | 林伯奏 | 林伯奏 |        |        | 連夏甸 | 連夏甸 | 連夏甸 | 連夏甸 | 連夏甸 | 連夏甸 |        |        | 連春臺 | 連春臺 | 連春臺 | 連春臺 | 連春臺 | 連春臺 |      |      | 連震東 | 連震東 | 連震東 | 連震東 | 連震東 | 連震東 |      |      | 趙蘭坤 | 趙蘭坤 | 趙蘭坤 | 趙蘭坤 | 趙蘭坤 | 趙蘭坤 |        |        | 連秋漢 | 連秋漢 | 連秋漢 | 連秋漢 | 連秋漢 | 連秋漢 |  |  | 黄綺堂 | 黄綺堂 | 黄綺堂 | 黄綺堂 | 黄綺堂 | 黄綺堂 |  |  |
| 林伯奏 | 林伯奏 | 林伯奏 | 林伯奏 | 林伯奏 | 林伯奏 |        |        | 連夏甸 | 連夏甸 | 連夏甸 | 連夏甸 | 連夏甸 | 連夏甸 |        |        | 連春臺 | 連春臺 | 連春臺 | 連春臺 | 連春臺 | 連春臺 |      |      | 連震東 | 連震東 | 連震東 | 連震東 | 連震東 | 連震東 |      |      | 趙蘭坤 | 趙蘭坤 | 趙蘭坤 | 趙蘭坤 | 趙蘭坤 | 趙蘭坤 |        |        | 連秋漢 | 連秋漢 | 連秋漢 | 連秋漢 | 連秋漢 | 連秋漢 |  |  | 黄綺堂 | 黄綺堂 | 黄綺堂 | 黄綺堂 | 黄綺堂 | 黄綺堂 |  |  |
|        |        |        |        |        |        |        |        |        |        |        |        |        |        |        |        |        |        |        |        |        |        |      |      |        |        |        |        |        |        |      |      |        |        |        |        |        |        |        |        |        |        |        |        |        |        |  |  |        |        |        |        |        |        |  |  |
|        |        |        |        | 林文月 | 林文月 | 林文月 | 林文月 | 林文月 | 林文月 |        |        |        |        |        |        |        |        |        |        |        |        |      |      |        |        |        |        | 連戰   | 連戰   | 連戰 | 連戰 | 連戰   | 連戰   |        |        | 方瑀   | 方瑀   | 方瑀   | 方瑀   | 方瑀   | 方瑀   |        |        |        |        |  |  |        |        |        |        |        |        |  |  |
|        |        |        |        | 林文月 | 林文月 | 林文月 | 林文月 | 林文月 | 林文月 |        |        |        |        |        |        |        |        |        |        |        |        |      |      |        |        |        |        | 連戰   | 連戰   | 連戰 | 連戰 | 連戰   | 連戰   |        |        | 方瑀   | 方瑀   | 方瑀   | 方瑀   | 方瑀   | 方瑀   |        |        |        |        |  |  |        |        |        |        |        |        |  |  |
|        |        |        |        |        |        |        |        |        |        |        |        |        |        |        |        |        |        |        |        |        |        |      |      |        |        |        |        |        |        |      |      |        |        |        |        |        |        |        |        |        |        |        |        |        |        |  |  |        |        |        |        |        |        |  |  |
|        |        |        |        |        |        |        |        |        |        |        |        |        |        |        |        |        |        |        |        |        |        |      |      |        |        |        |        |        |        |      |      |        |        |        |        |        |        |        |        |        |        |        |        |        |        |  |  |        |        |        |        |        |        |  |  |
| 陳弘元 | 陳弘元 | 陳弘元 | 陳弘元 | 陳弘元 | 陳弘元 |        |        | 連惠心 | 連惠心 | 連惠心 | 連惠心 | 連惠心 | 連惠心 |        |        | 連勝文 | 連勝文 | 連勝文 | 連勝文 | 連勝文 | 連勝文 |      |      | 蔡依珊 | 蔡依珊 | 蔡依珊 | 蔡依珊 | 蔡依珊 | 蔡依珊 |      |      | 連勝武 | 連勝武 | 連勝武 | 連勝武 | 連勝武 | 連勝武 |        |        | 路永佳 | 路永佳 | 路永佳 | 路永佳 | 路永佳 | 路永佳 |  |  | 連詠心 | 連詠心 | 連詠心 | 連詠心 | 連詠心 | 連詠心 |  |  |
| 陳弘元 | 陳弘元 | 陳弘元 | 陳弘元 | 陳弘元 | 陳弘元 |        |        | 連惠心 | 連惠心 | 連惠心 | 連惠心 | 連惠心 | 連惠心 |        |        | 連勝文 | 連勝文 | 連勝文 | 連勝文 | 連勝文 | 連勝文 |      |      | 蔡依珊 | 蔡依珊 | 蔡依珊 | 蔡依珊 | 蔡依珊 | 蔡依珊 |      |      | 連勝武 | 連勝武 | 連勝武 | 連勝武 | 連勝武 | 連勝武 |        |        | 路永佳 | 路永佳 | 路永佳 | 路永佳 | 路永佳 | 路永佳 |  |  | 連詠心 | 連詠心 | 連詠心 | 連詠心 | 連詠心 | 連詠心 |  |  |